# Comcast
Comcast Corporation, «Комкаст корпорейшн» — американская телекоммуникационная корпорация. Состоит из трёх основных подразделений, Comcast Cable (кабельное телевидение, телефония, интернет-провайдер), NBCUniversal (телеканалы NBC и Telemundo, киностудия Universal Pictures) и Sky (европейская телекоммуникационная компания). Является крупнейшим оператором кабельного телевидения и широкополосного доступа к интернету в США, а также крупнейшим оператором платного телевидения в мире с 52 млн абонентов.
В списке крупнейших публичных компаний в мире Forbes Global 2000 за 2022 год Comcast заняла 32-е место. В списке крупнейших компаний США по размеру выручки Fortune 500 заняла 28-е место.

## История
В начале 1960-х годов телевещание в США было в основном развито в крупных городах, в сельской местности работали лишь немногочисленные операторы кабельного телевидения. Истоки Comcast восходят к одной из таких компаний, American Cable Systems, работавшей в городке Тулепо (штат Миссисипи). В 1963 году её купили Ральф Робертс с братом Джо у компании Jerrold Electronics Company. В последующие два года они приобрели ещё несколько кабельных операторов в Миссисипи, однако другой штат, Пенсильвания, был более перспективным в плане роста. В 1966 году Ральф Робертс купил несколько компаний, работавших в пригороде Филадельфии. В 1969 году он перерегистрировал свою компанию в Филадельфии под названием Comcast Corporation; слово Comcast было образовано из слов communication (коммуникации) и broadcast (телерадиовещание). Компания расширяла регион деятельности в основном за счёт ограниченных партнёрств с другими операторами, некоторые из них впоследствии были поглощены. К началу 1970-х годов количество абонентов Comcast достигло 40 тысяч, но для дальнейшего роста понадобились дополнительные средства, для чего было проведено размещение акций. В 1977 году были сняты некоторые ограничения на спектр услуг операторов кабельного телевидения, в частности стало возможным предлагать каналы, доступные только через кабель; благодаря этому Comcast начала расширять свою сеть и в крупных городах, где был сильный сигнал эфирного телевещания. В начале 1980-х годов рынок кабельного телевидения в США начал достигать насыщения, но был слабо развит в Великобритании; в 1983 году Comcast приобрела лицензию на развитие кабельной сети в пригороде Лондона (в партнёрстве с оператором азартных игр Ladbroke). Во второй половине 1980-х годов были куплены доли в нескольких крупных операторах кабельного телевидения в США, и к 1988 году количество абонентов достигло 2 млн, Comcast стал пятым крупнейшим оператором США. Также в 1988 году Comcast приобрела American Cellular Network (Amcell), оператора сотовой связи в Нью-Джерси.
В 1990 году Ральф Робертс назначил своего 30-летнего сын Брайана президентом компании, сохранив за собой пост председателя совета директоров. Также в этом году штаб-квартира была перенесена из пригорода Филадельфии в сам город, была расширена сеть в Великобритании на Кембридж и Бирмингем, количество абонентов в этой стране достигло миллиона. В 1992 году компания начала тестировать новые технологии, такие как передачу голоса по кабельным сетям в обход телефонных линий и цифровую передачу данных по сотовым сетям. В 1994 году Comcast вошла в альянс (с долей 15 %), названный Sprint PCS, по развитию мобильной связи в США, партнёрами выступили Sprint Corporation (40 %), Tele-Communications Inc. (30 %) и Cox Communications Inc (15 %); в 1999 году доля в альянсе была продана. В 1998 году Comcast купила GlobalCom Telecommunications, оператора междугородней связи. В то же время компания продолжала укреплять позиции в кабельном телевидении, выйдя на четвёртое место в США с 4,3 млн абонентов, однако убыточное британское подразделение было продано в феврале 1998 года. В 1994 году за $2,2 млрд был куплен контрольный пакет акций QVC, Inc., крупнейшего в США кабельного телемагазина, в 1996 году был куплен контрольный пакет акций компании Spectacor (ставшей Comcast Spectacor), владевшей хоккейным клубом «Филадельфия Флайерз», баскетбольным клубом «Филадельфия Севенти Сиксерс» и двумя спортивными аренами в Филадельфии. В 1997 году совместно с Walt Disney Company был куплен контрольный пакет акций развлекательного канала E!; в 2006 году доля Walt Disney была выкуплена. В июне 1997 года корпорация Microsoft инвестировала в Comcast $1 млрд (в обмен на долю в 11,5 %) с целью тестировать возможности кабельных сетей для интерактивного телевидения и высокоскоростного интернета. В 1997 году выручка компании составила $4,91 млрд, из них по 42 % пришлось на кабельные сети и телеканалы, 9 % на сотовую связь.
В 2002 году Comcast у AT&T купила AT&T Broadband, на то время крупнейшего оператора кабельного телевидения, сумма сделки составила $44,5 млрд. В апреле 2005 года в партнёрстве с Sony Pictures Entertainment была куплена кинокомпания Metro-Goldwyn-Mayer. В 2011 году у GE была куплена 51-процентная доля в компании NBCUniversal, через два года были выкуплены оставшиеся акции. Также в 2011 году у Международного олимпийского комитете за $4,38 млрд были куплены права на трансляцию Олимпийских игр с 2014 по 2020 год. В 2016 году NBCUniversal купила мультипликационную студию DreamWorks Animation. В октябре 2018 года была куплена европейская компания Sky, предоставляющая услуги платного телевидения 53 млн абонентов в 5 странах; сумма сделки составила около $40 млрд.

## Руководство

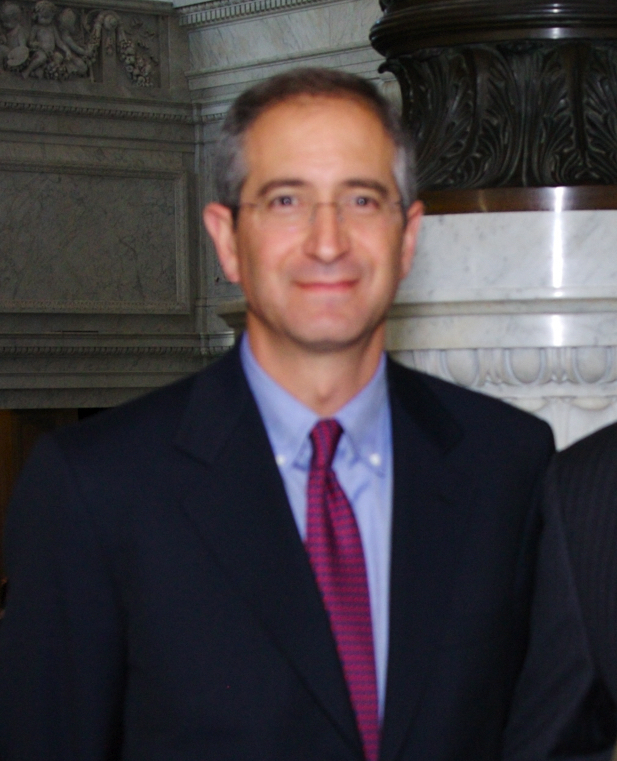
Брайан Робертс

- Брайан Робертс (Brian L. Roberts, род. 28 июня 1959 года) — главный исполнительный директор (с 2002 года) и председатель совета директоров (с 2004 года) Comcast Corporation. Сын основателя компании, Ральфа Робертса. Ему принадлежит треть от общего числа голосующих акций корпорации. Окончил Уортонскую школу бизнеса.
- Майкл Кавана (Michael J. Cavanagh) — президент с октября 2022 года, ранее был главным финансовым директором (CFO) с июля 2015 по январь 2023 года, до этого работал в JPMorgan Chase, в частности был CFO с 2004 по 2010 год, затем возглавлял подразделение корпоративного и инвестиционного банкинга; также член совета директоров Yum! Brands.

## Акционеры
Акции компании котируются на Нью-Йоркской фондовой бирже. Институциональным инвесторам по состоянию на начало 2023 года принадлежало 85 % акций, крупнейшими из них были: The Vanguard Group (9,6 %), Capital Group Companies (9,4 %), BlackRock (7,8 %), State Street Global Advisors (3,8 %), FMR Co., Inc. (2,7 %), MFS Investment Management (2,4 %), JPMorgan Chase (1,9 %), Geode Capital Management (1,9 %), Dodge & Cox (1,9 %), Bank of America (1,6 %).

## Деятельность
Подразделения по состоянию на 2022 год:
- Кабельные телекоммуникации — услуги высокоскоростного доступа к интернету, передачи видеопрограмм и голосовой связи под торговой маркой Xfinity (Эксфинити) по коаксиальным и волоконно-оптическим сетям (34,3 млн абонентов); города, в которых у компании более 500 тысяч абонентов: Бостон, Хартфорд, Нью-Йорк, Филадельфия, Балтимор, Вашингтон, Гаррисберг, Питтсбург, Детройт, Чикаго, Индианаполис, Миннеаполис, Атланта, Джексонвиль, Майами, Уэст-Палм-Бич, Форт-Майерс, Хьюстон, Денвер, Солт-Лейк-Сити, Сиэтл, Портленд, Сакраменто, Сан-Франциско; также виртуальный оператор сотовой связи Xfinity Mobile, работающий через сеть Verizon Wireless (5,3 млн абонентов), точки доступа Wi-Fi и рекламные услуги; это подразделение принесло 52 % выручки.
- Медиа — эфирное и кабельное телевещание в США и других странах, включая телекомпании NBC и Telemundo, а также стриминговый сервис Peacock; основные сети каналов: USA Network (75 млн домохозяйств, развлекательные программы), E! (75 млн, развлекательные программы), Syfy (75 млн, научно-фантастические и развлекательные программы), Bravo (74 млн, развлекательные программы), MSNBC (74 млн, новости), CNBC (73 млн, деловая информация), Oxygen (64 млн, криминальные сериалы), Golf Channel (63 млн, гольф), Universal Kids (49 млн, программы для детей), Universo (28 млн, развлекательные программы на испанском), CNBC World (19 млн, международная деловая информация); 19 % выручки.
- Студии — производство фильмов и программ, распространение видеопродукции; включает киностудии Universal Pictures, Illumination, DreamWorks Animation, Focus Features и Working Title Films и телестудии Universal Television, Universal Content Productions, Universal Television Alternative Studio, Universal International Studios; 9 % выручки.
- тематические парки — парки Universal в Орландо (Флорида), Голливуде (Калифорния), Осаке (Япония) и Пекине (Китай, 30 %); пятый парк в Сингапуре управляется сторонними компаниями по лицензии; 6 % выручки.
- Sky — услуги высокоскоростного доступа к интернету, передачи видео и аудио информации, мобильной связи, также включающая телеканалы Sky News и Sky Sports и производящая телепрограммы; основными регионами деятельности Sky являются Великобритания, Ирландия, Италия и Германия, некоторые виды услуг предоставляются также в Австрии и Швейцарии; 14 % выручки.

Подразделение неосновных активов включает компанию Comcast Spectacor, которая владеет хоккейным клубом «Филадельфия Флайерз» и спорткомплексом «Уэллс Фарго Центр».
По состоянию на 2022 год в корпорации работало 186 тыс. человек, из них 73 тыс. в Comcast Corporation, 77 тыс. в NBCUniversal и 34 тыс. в Sky. Основным регионом деятельности являются США, на них приходится 79 % оборота, на Великобританию — 11 %.
|                     | 2005…  | 2010  | 2011  | 2012  | 2013  | 2014  | 2015  | 2016  | 2017  | 2018  | 2019  | 2020  | 2021  | 2022  |
| ------------------- | ------ | ----- | ----- | ----- | ----- | ----- | ----- | ----- | ----- | ----- | ----- | ----- | ----- | ----- |
| Оборот              | 21,08… | 37,94 | 55,84 | 62,57 | 64,66 | 68,78 | 74,51 | 80,74 | 85,03 | 94,51 | 108,9 | 103,6 | 116,4 | 121,4 |
| Чистая прибыль      | 0,928… | 3,635 | 4,160 | 6,203 | 6,816 | 8,380 | 8,163 | 8,678 | 22,74 | 11,73 | 13,06 | 10,53 | 14,16 | 5,370 |
| Активы              | 103,4… | 118,5 | 157,8 | 165,0 | 158,8 | 159,2 | 166,6 | 181,0 | 187,5 | 251,7 | 263,4 | 273,9 | 275,9 | 257,3 |
| Собственный капитал | 40,22… | 44,35 | 47,27 | 49,36 | 50,69 | 52,71 | 52,27 | 53,93 | 68,62 | 71,61 | 82,73 | 90,32 | 96,09 | 80,94 |

## Штаб-квартиры
Штаб-квартира Comcast Corporation находится в Филадельфии в Первом Комкаст Центре (One Comcast Center
Philadelphia, PA 19103-2838). У NBCUniversal Media, LLC имеется своя отдельная штаб-квартира в Нью-Йорке в Рокфеллер-плазе (30 Rockefeller Plaza, New York, NY 10112-0015). Штаб-квартира Sky находится в Лондоне (Grant Way, Isleworth, Middlesex TW7 5QD), Великобритания.

## Критика
Сайт по защите прав потребителей The Consumerist в 2010 и 2014 годах называл Comcast худшей корпорацией Америки.
В 2016 году корпорация была оштрафована за взимание платы за непредоставленные или незаказанные услуги.
В 2017 году Comcast обязали прекратить использовать в рекламе утверждения, что её скорость доступа к интернету самая высокая как необоснованное.
Comcast ежегодно тратит миллионы долларов на лоббирование своих интересов. Кроме этого существует практика нанимать в корпорацию близких родственников государственных лиц. Главным специалистом по лоббированию называют вице-президента Дэвида Коэна (англ. David L. Cohen).

## Дочерние компании
Основные дочерние компании на конец 2018 года по месту их регистрации:
- США:
  - Делавэр: AWTV, LLC; CNBC LLC; Comcast ABB Note Consolidation, Inc.; Comcast Cable Communications Management, LLC; Comcast Cable Communications, LLC; Comcast Cable Funding I, LLC; Comcast Interactive Media, LLC; Comcast MO Investments, LLC; Comcast Nashville Finance; Comcast of Arkansas/Louisiana/Minnesota/Mississippi/Tennessee, LLC; Comcast of California II, LLC; Comcast of California/Colorado, LLC; Comcast of California/Colorado/Illinois/Indiana/Michigan, LLC; Comcast of California/Maryland/Pennsylvania/Virginia/West Virginia, LLC; Comcast of California/Massachusetts/Michigan/Utah, LLC; Comcast of Colorado IX, LLC; Comcast of Colorado/Pennsylvania/West Virginia, LLC; Comcast of Connecticut/Georgia/Massachusetts/New Hampshire/New York/North Carolina/Virginia/Vermont, LLC; Comcast of Delmarva, LLC; Comcast of Garden State, L.P.; Comcast of Georgia/Pennsylvania, LLC; Comcast of Houston, LLC; Comcast of Illinois VI, LLC; Comcast of Illinois/Indiana/Ohio, LLC; Comcast of Illinois/West Virginia, LLC; Comcast of Massachusetts II, Inc.; Comcast of Massachusetts III, Inc.; Comcast of New Jersey II, LLC; Comcast of Philadelphia II, LLC; Comcast of Potomac, LLC; Comcast of South Jersey, LLC; Comcast of Southeast Pennsylvania, LLC; Comcast OTR1, LLC; Comcast Shared Services, LLC; Comcast SportsNet Chicago, LLC; E! Entertainment Television, LLC; MSNBC Cable L.L.C.; NBC Olympics LLC; NBC Sports Network, L.P.; NBC Subsidiary (KNBC-TV) LLC; NBC West, LLC; NBCU New Site Holdings LLC; NBCUniversal Enterprise, Inc.; NBCUniversal Media, LLC; NBCUniversal, LLC; TGC, LLC; Universal Cable Productions LLC; Universal City Studios LLC; Universal City Studios Productions LLLP; Universal Studios LLC
  - Колорадо: Comcast of Florida/Michigan/New Mexico/Pennsylvania/Washington, LLC; Comcast of Georgia/South Carolina, LLC; Comcast of Maryland, LLC; Comcast of the South
  - Нью-Гемпшир: Comcast of Maine/New Hampshire, Inc.
  - Нью-Йорк: Bravo Media LLC; Comcast of Boston, Inc.; Pacific Regional Programming Partners; Universal Television LLC; Universal Television Networks
  - Оклахома: Comcast of Connecticut, Inc.
  - Орегон: Comcast of Oregon II, Inc.
  - Пенсильвания: Comcast Business Communications, LLC; Comcast IP Phone, LLC; Comcast of California III, Inc.; Comcast of California IX, Inc.; Comcast of California/Colorado/Florida/Oregon, Inc.; Comcast of Minnesota, Inc.; Comcast of Utah II, Inc.; Comcast Spectacor Ventures, LLC
  - Флорида: Comcast of Georgia/Illinois/Michigan, LLC; Universal City Development Partners, Ltd.
- Великобритания: Sky CP Limited; Sky In-Home Service Limited; Sky Limited; Sky Subscribers Services Limited; Sky Telecommunications Services Limited; Sky UK Limited; Universal Studios Limited
- Германия: Sky Deutschland Fernsehen GmbH & Co. KG; Sky German Holdings GmbH
- Италия: Sky Italia S.r.l.; Sky Italian Holdings S.p.A.
- Острова Кайман: Centaur Funding Corporation
- Нидерланды: Universal Studios International B.V.
- Япония: USJ LLC